# دانيال كولين
دانيال كولين (27 أبريل 1889 بسيدني في أستراليا - 21 يوليو 1971) (بالإنجليزية: Daniel Cullen)‏ هو لاعب كريكت أسترالي.

## وصلات خارجية
- دانيال كولين على موقع إي آس بي آن كريك إنفو (الإنجليزية)